# Gachantivá
Gachantivá är en kommun i Colombia.   Den ligger i departementet Boyacá, i den centrala delen av landet, 140 km norr om huvudstaden Bogotá. Antalet invånare är 3 085. Arean är 66 kvadratkilometer.
Terrängen i Gachantivá är huvudsakligen kuperad, men västerut är den bergig.